# Померли в липні 2014
|  | Службовий список статей, створений для координації робіт з розвитку теми. Це попередження не встановлюється на інформаційні списки і глосарії. |

### 30 липня
- Баранов Віктор Федорович, 63, письменник, голова Національної спілки письменників України (2011–2014).

### 29 липня
- Галицький Володимир Михайлович, 51, голова Державної служби зайнятості (2003–2005, 2006–2012).

### 26 липня
- Бабаєв Олег Мейданович, 48, Міський голова Кременчука.
- Ковальчук Михайло Сидорович, 81, український театральний художник, заслужений художник УРСР (1979).

### 25 липня
- Бел Кауфман, 103, американська письменниця.

### 18 липня
- Лінецький Віталій Борисович, 42, український актор театру і кіно.

### 17 липня
- Віллем Віттевеен, 62, нідерландський юрист і політичний діяч з Партії праці, член Сенату Нідерландів.
- Джоеп Ланге, 59, нідерландський клінічний дослідник, що спеціалізувався на терапії ВІЛ.
- Хартсфілд Генрі Воррен, 80, астронавт США.

### 15 липня
- Богатир Віктор Васильович, 78, український державний діяч, дипломат.

### 13 липня
- Лорін Маазель, 84, американський диригент і скрипаль.
- Надін Гордімер, 90, південноафриканська англомовна письменниця, лауреат Нобелівської премії з літератури 1991 року.

### 12 липня
- Новодворська Валерія Іллівна, 64, російський політик, публіцист, журналіст, дисидент, правозахисниця, засновник і голова партії «Демократичний Союз».

### 11 липня
- Чарлі Гейден, 76, американський контрабасист, відомий тривалою роботою з саксофоністом Орнеттом Коулманом.

### 7 липня
- Шеварднадзе Едуард Амвросійович, 86, політичний діяч СРСР та незалежної Грузії. Президент Грузії у 1992–2003 роках.
- Альфредо Ді Стефано, 88, аргентино-іспанський футболіст італійського походження, нападник, тренер.

### 6 липня
- Кондратюк Нестор Павлович, 77, український актор, Народний артист України.

### 5 липня
- Володимир (Сабодан), 78, митрополит Київський і всієї України[1].

### 2 липня
- Луї Замперіні, 97, американський атлет, герой Другої світової війни.

### 1 липня
- Гусєв Володимир Олексійович, 86, голова виконавчого комітету Київської міськради депутатів трудящих у 1968–1979 роках.
- Жерар Канго Уедраого, 88, прем'єр-міністр Верхньої Вольти у 1971–1974 роках.